# Yeo
Yeo (여) é um filme Coreia do Sul de 1968, em três partes, dirigido por Kim Ki-young, Jung Jin-woo e Yu Hyun-mok.